# Marlee Matlin
Marlee Matlin (ur. 24 sierpnia 1965 w Morton Grove) – amerykańska aktorka filmowa i telewizyjna. Za główną rolę w filmie Dzieci gorszego boga (1986) Randy Haines zdobyła Oscara dla najlepszej aktorki pierwszoplanowej i Złoty Glob dla najlepszej aktorki w filmie dramatycznym.
Jest osobą niesłyszącą.

## Filmografia

### Filmy fabularne
- 1986: Dzieci gorszego boga (Children of a Lesser God) jako Sarah Norman
- 1987: Walker jako Ellen Martin
- 1989: Most do ciszy (Bridge to Silence) jako Peggy Lawrence
- 1990: Człowiek w złotej masce (L’Homme au masque d’or) jako María
- 1991: Numer nie z tej ziemi (The Linguini Incident) jako Jeanette
- 1992: Gracz (The Player) jako Marlee Matlin
- 1993: Nie słysząc zła (Hear No Evil) jako Jillian
- 1994: Against Her Will: The Carrie Buck Story jako Carrie Buck
- 1996: Moje przyjęcie (It's My Party) jako Daphne Stark
- 1996: Snitch jako Cindy
- 1997: Śmiertelna cisza (Dead Silence) jako Melanie Charrol
- 1998: Kiedy prawo zawodzi (When Justice Fails) jako Katy Wesson
- 1998: W jej obronie (In Her Defense) jako Jane Claire
- 1999: Wariatkowo (Freak City) jako Cassandra 'Cass'
- 1999: Where the Truth Lies jako Dana Sue Lacey
- 2000: Barwy błękitu (Two Shades of Blue) jako Beth McDaniels
- 2001: Kiss My Act jako Casey
- 2001: Askari (Ollie) jako Paula McKinley
- 2004: What the #$*! Do We (K)now!? jako Amanda
- 2006: What the Bleep!?: Down the rabbit hole. jako Amanda
- 2008: W uchu cisza (Sweet Nothing in My Ear) jako Laura Miller
- 2010: Silent Knights jako Charlotte Manning

### Seriale telewizyjne
- 1990–1998: Kroniki Seinfelda (Seinfeld) jako Laura (gościnnie)
- 1991–1993: Reasonable Doubts jako Asystentka prokuratora Tess Kaufman
- 1992–1996: Gdzie diabeł mówi dobranoc (Picket Fences) jako burmistrz Laurie Bey
- 1995–2002: Po tamtej stronie (The Outer Limits) jako Jennifer Winter (gościnnie)
- 1996–2002: Spin City jako Sarah (gościnnie)
- 1997–2004: Kancelaria adwokacka (The Practice) jako Sally Berg (gościnnie)
- 1999–2000: Chicken Soup for the Soul jako nauczycielka (gościnnie)
- 1999: Prawo i bezprawie (Law & Order: Special Victims Unit) jako dr Amy Solway (gościnnie)
- 1999–2005: Potyczki Amy (Judging Amy) jako Eliza Spears (gościnnie)
- 1999–2006: Prezydencki poker (The West Wing) jako Joey Lucas
- 1999: Ostry dyżur (ER) jako Instruktor językowy (gościnnie)
- 2000–2001: Gideon’s Crossing jako Lindsay Warren (gościnnie)
- 2001–2004: Babski oddział (The Division) jako Ann Polton (gościnnie)
- 2003: Bez skazy (Nip/Tuck) jako Barbara Shapiro (gościnnie)
- 2004: Słowo na L (The L Word) jako Jodi
- 2004: CSI: Kryminalne zagadki Nowego Jorku (CSI: NY) jako Gina Mitchum (gościnnie)
- 2005: Gotowe na wszystko (Desperate Housewives) jako Alisa Stevens (gościnnie)
- 2005: Na imię mi Earl (My Name Is Earl) jako Ruby Whitlow (gościnnie)
- 2011-: Switched at Birth (Zamienione przy urodzeniu) jako Melody Bledsoe
- 2011: CSI: Kryminalne zagadki Las Vegas (C.S.I.: Crime Scene Investigation) jako Professor Julia Holden (gościnnie)

### Programy telewizyjne
W 2008 r. wzięła udział w szóstej edycji amerykańskiego programu Dancing with the Stars zajmując siódme miejsce.

## Nagrody
- Nagroda Akademii Filmowej Najlepsza aktorka pierwszoplanowa: 1986 Dzieci gorszego boga
- Złoty Glob Najlepsza aktorka w filmie dramatycznym: 1986 Dzieci gorszego boga